# Plankten
Plankten oder Planktai (altgriechisch Πλαγκταί [πέτραι] Planktaí [pétrai], deutsch ‚Irrfelsen‘, lateinisch Planctae) ist in der griechischen Mythologie der von den Göttern benutzte Name für zwei im Meer treibende Felsen, deren überhängende Klippen in Flammen gehüllt und stark umbrandet sind. 
Sie galten den Seeleuten als gefährliche Hindernisse, deren Schiffspassage eigentlich unmöglich war, denn nicht einmal den Tauben des Zeus gelang es, unbeschadet zwischen ihnen zu fliegen. Einzig die Argo, das berühmte Schiff der Argonautensage, war mit Hilfe Heras in der Lage, zwischen den Felsen hindurch zu segeln. Odysseus hingegen mied während seiner abenteuerlichen Heimreise die Felsen und folgte hierbei einem Rat der Kirke. Stattdessen nahm er den Weg zwischen Skylla und Charybdis. 
Zu unterscheiden sind die Plankten von den Symplegaden genannten „Klappfelsen“, auch wenn bereits antike Autoren wie Plinius beide vermengt haben. Zumeist wurden die Plankten mit den Kyaneai, zwei kleinen Felsinseln im Bereich der Einmündung des thrakischen Bosporos in das Schwarze Meer, identifiziert. Andere Vorstellungen lokalisierten sie an der Straße von Messina, bei den Liparischen Inseln, bei den Säulen des Herakles oder bei Gades.